# Schahindedsch (Verwaltungsbezirk)
Schahindedsch (persisch شاهین‌دژ) ist ein Schahrestan in der Provinz West-Aserbaidschan in Iran. Er ist nach dem Sitz dieses Verwaltungsbezirks, der Stadt Schahindedsch, benannt. 

## Demografie
Bei der Volkszählung 2016 betrug die Einwohnerzahl des Schahrestan 92.456. Die Alphabetisierung lag bei 76 Prozent der Bevölkerung. Knapp 59 Prozent der Bevölkerung lebten in urbanen Regionen.
| Zensusjahr | Einwohnerzahl |
| ---------- | ------------- |
| 2011       | 91.113        |
| 2016       | 92.456        |